# Lorca FC
Lorca FC, voorheen La Hoya Lorca CF, was een Spaanse voetbalclub uit Lorca (Murcia).  Deze ploeg, initieel afkomstig van La Hoya kan gezien worden als de opvolger van de in 2012 failliet gegane ploeg Lorca Deportiva. 
La Hoya Deportiva werd in 2003 opgericht en veranderde in 2010, na promotie naar de Tercera División, de naam in La Hoya Lorca Club de Fútbol maar bleef in La Hoya spelen. In 2011 verhuisde de club naar het Estadio Francisco Artés Carrasco in Lorca, waar Lorca Deportivo een jaar eerder vertrokken was en in 2012 failliet zou gaan. In 2013 promoveerde de club na playoffs naar de Segunda División B en bereikte de finale van de Copa Federación de España. 
Het eerste seizoen 2013-2014 in de Segunda División B werd op een mooie tweede plaats afgesloten.  Tijdens de play offs werd eerst nog Las Palmas Atlético uitgeschakeld, maar de ploeg moest in de volgende ronde zijn meerdere erkennen in CE L'Hospitalet. 
Tijdens het seizoen 2014-2015 moest de ploeg lange tijd tegen de degradatie strijden.  Uiteindelijk strandde ze op een dertiende plaats en kon zo zijn behoud in de Segunda División B bewerkstelligen. Het daaropvolgende seizoen 2015-2016 was meer succesvol.  De ploeg vocht lange tijd voor de eindronde, maar zou die met een zesde plaats net missen.
In het begin van het seizoen 2016-2017 zou de Chinese zakenman Xu Genbao de ploeg overnemen en hij veranderde de naam in Lorca FC.  Na een investering van 2 MEUR begon de ploeg zeer ambitieus aan de competitie.  Na vier wedstrijden met 1 overwinning, 1 gelijk spel en 2 nederlagen en de uitschakeling in de tweede ronde van de beker werd coach Iñaki Alonso ontslagen en vervangen door de coach van het B-elftal, Julio Algar.  Deze werd op zijn beurt vervangen op 10 april 2017 na een 2 op 12 en het verlies van de eerste plaats door David Vidal.  Onder deze coach werd de reguliere competitie op de eerste plaats afgesloten en toen tijdens de eerste ronde van de play off van de kampioenen Albacete Balompié uitgeschakeld werd, veroverde de ploeg de promotie naar de Segunda División A. Amper twee weken na deze prestatie kwamen de eerste geruchten op over een eventueel verkoop van de ploeg door de Chinese eigenaar aan het noodlijdende Hércules CF. Een prijs van 9 miljoen euro werd genoemd. De ploeg uit Alicante zou op houden te bestaan en de ploeg uit Lorca zou verhuizen naar Alicante en de naam van Hércules aannemen.  Einde juli zou de Chinees de ploeg terug verkopen aan een groep Spaanse investeerders, maar deze groep behield Lorca als thuisstad.  Maar vooraleer de Chinees de ploeg verliet had hij de succestrainer David Vidal vervangen door Curro Torres.  
Op het einde van het seizoen 2017-2018 zou de ploeg echter op een voorlaatste plaats eindigen, waardoor de degradatie volgde.  Door de financiële problemen volgde nog een administratieve degradatie, waardoor de ploeg tijdens het seizoen 2018-2019 aantrad in de Tercera División.  Op het einde van het seizoen 2020-2021 ging het van kwaad naar erger en degradeerde de ploeg zelfs naar de reeks Preferente.  Tijdens het seizoen 2021-2022 trok de ploeg zich om financiële redenen terug uit de competitie. Zo gaf de ploeg vanaf 6 februari 2022 alle wedstrijden forfait.  Dit zou het einde van de ploeg betekenen.

## Eindklasseringen
- 2004 13e
2e regionaal
- 2005 4e
2e regionaal
- 2006 6e
2e regionaal
- 2007 3e
2e regionaal
- 2008 10e
1e regionaal
- 2009 15e
1e regionaal
- 2010 1e
1e regionaal
- 2011 7e
Tercera División
- 2012 4e
Tercera División
- 2013 1e
Tercera División
- 2014 2e
Segunda División B
- 2015 13e
Segunda División B
- 2016 6e
Segunda División B
- 2017 1e
Segunda División B
- 2018 21e
Segunda División
- 2019 3e
Tercera División
- 2020 7e
Tercera División
- 2021 11e
Tercera División

- Segunda División
- Segunda División B
- Tercera División
- 1e regionaal
- 2e regionaal

### Overzicht

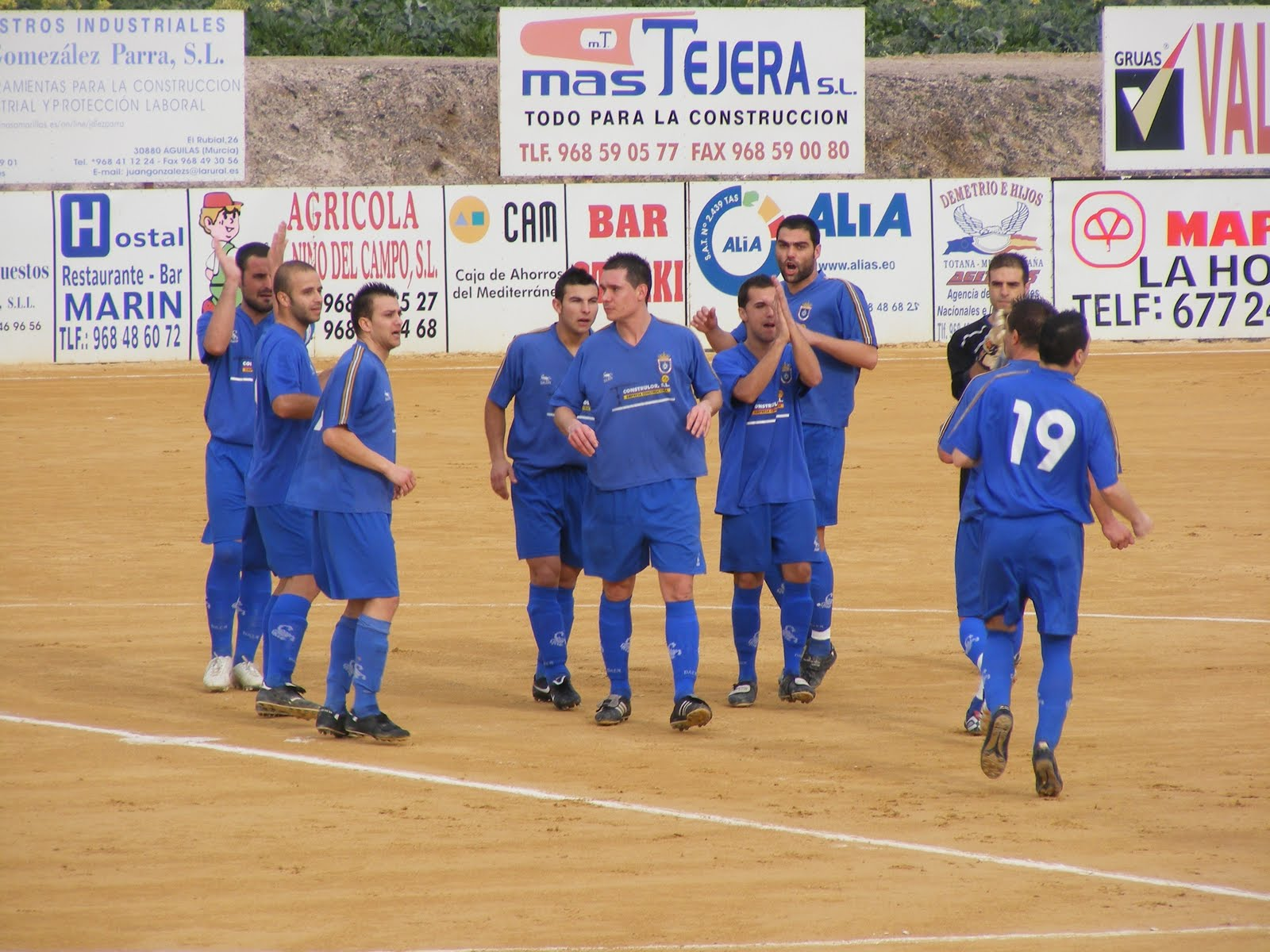
La Hoya Deportiva in het seizoen 2009/10

| Seizoen | Competitie         | Positie      | Resultaat                               | Beker deelname |
| ------- | ------------------ | ------------ | --------------------------------------- | -------------- |
| 2012/13 | Tercera División   | 1ste plaats  | Play off, promotie                      |                |
| 2013/14 | Segunda División B | 2de plaats   | Uitgeschakeld 2° ronde play off, behoud | 1ste Ronde     |
| 2014/15 | Segunda División B | 13de plaats  | Behoud                                  | 2de Ronde      |
| 2015/16 | Segunda División B | 6de plaats   | Behoud                                  | 1ste Ronde     |
| 2016/17 | Segunda División B | 1ste plaats  | Play off, promotie                      | 2de Ronde      |
| 2017/18 | Segunda División A | 20ste plaats | Degradatie                              | 2de Ronde      |
| 2018/19 | Tercera División   | 3de plaats   | Uitgeschakeld 1° ronde play off, behoud | 2de Ronde      |
| 2019/20 | Tercera División   | 7de plaats   | Behoud                                  |                |
| 2020/21 | Tercera División   | 11de plaats  | Degradatie                              |                |
| 2021/22 | Preferente         | Gestopt      | Ontbonden                               |                |